# حارة أكمة الزبيب (أزال)
حارة أكمة الزبيب هي إحدى حارات حي مستشفى الثورة بمديرية أزال في مدينة صنعاء، بلغ تعداد سكانها 11676 نسمة حسب تعداد اليمن لعام 2004.